# 佐洛塔波利亞納 (扎波羅熱州)
47°31′24″N 36°30′53″E / 47.52333°N 36.51472°E
佐洛塔波利亞納（烏克蘭語：Золота Поляна）是位於烏克蘭東南部的村莊，由扎波羅熱州波洛希區的費多里夫卡市鎮負責管轄。該村始建於1900年，面積0.91平方公里，海拔高度131米，2001年人口107，人口密度每平方公里117.2人。